# Ricardo Santos
Pour les articles homonymes, voir Ricardo Santos (football) et Santos (homonymie).
Ricardo Alex Costa Santos, né le 6 janvier 1975 à Salvador de Bahia, est un joueur de beach-volley brésilien.

## Palmarès
- Jeux olympiques
  -  Médaille d'or en 2004 à Athènes avec Emanuel Rego
  -  Médaille d'argent en 2000 à Sydney avec Zé Marco de Melo
  -  Médaille de bronze en 2008 à Pékin avec Emanuel Rego

- Championnats du monde de beach-volley
  -  Médaille d'or en 2003 à Rio de Janeiro avec Emanuel Rego
  -  Médaille d'argent en 2001 à Klagenfurt avec José Loiola
  -  Médaille d'argent en 2011 à Rome avec Márcio Araújo
  -  Médaille d'argent en 2013 à Stare Jabłonki avec Álvaro Morais Filho

- Jeux panaméricains
  -  Médaille d'or en 2007 à Rio de Janeiro avec Emanuel Rego